# M7 (route russe)
Pour les articles homonymes, voir M7.
La route fédérale M-7 « Volga» (en russe: Федера́льная автомоби́льная доро́га М7 «Во́лга» , Federalnaïa avtomobilnaïa doroga M7 «Volga») appelée aussi « route de la Volga» (en référence au fleuve Volga qu'elle longe en partie), est une route fédérale russe reliant Moscou à Oufa. La Magistrale 5 traverse la Russie européenne et la plaine sarmatique, en desservant de nombreuses villes sur la partie supérieure de la Volga. 
Elle fait aussi partie de la route européenne 22, axe majeur de transport en Russie et de la route européenne 017. La route est souvent le début du trajet vers l'Extrême-Orient Russe depuis Moscou, et elle est d'ailleurs continuée par la route transsibérienne au travers de la M5 à partir d'Oufa.

## Présentation
La Magistrale M7 mesure 1 280 kilomètres depuis Moscou jusqu'à Oufa. Elle est en partie de type autoroutier.
La M7 commence après la ceinture périphérique MKAD de Moscou. 
Elle traverse l'oblast de Vladimir et dessert son chef-lieu Vladimir, où elle se connecte à la route fédérale R132 vers Ivanovo et vers Riazan.

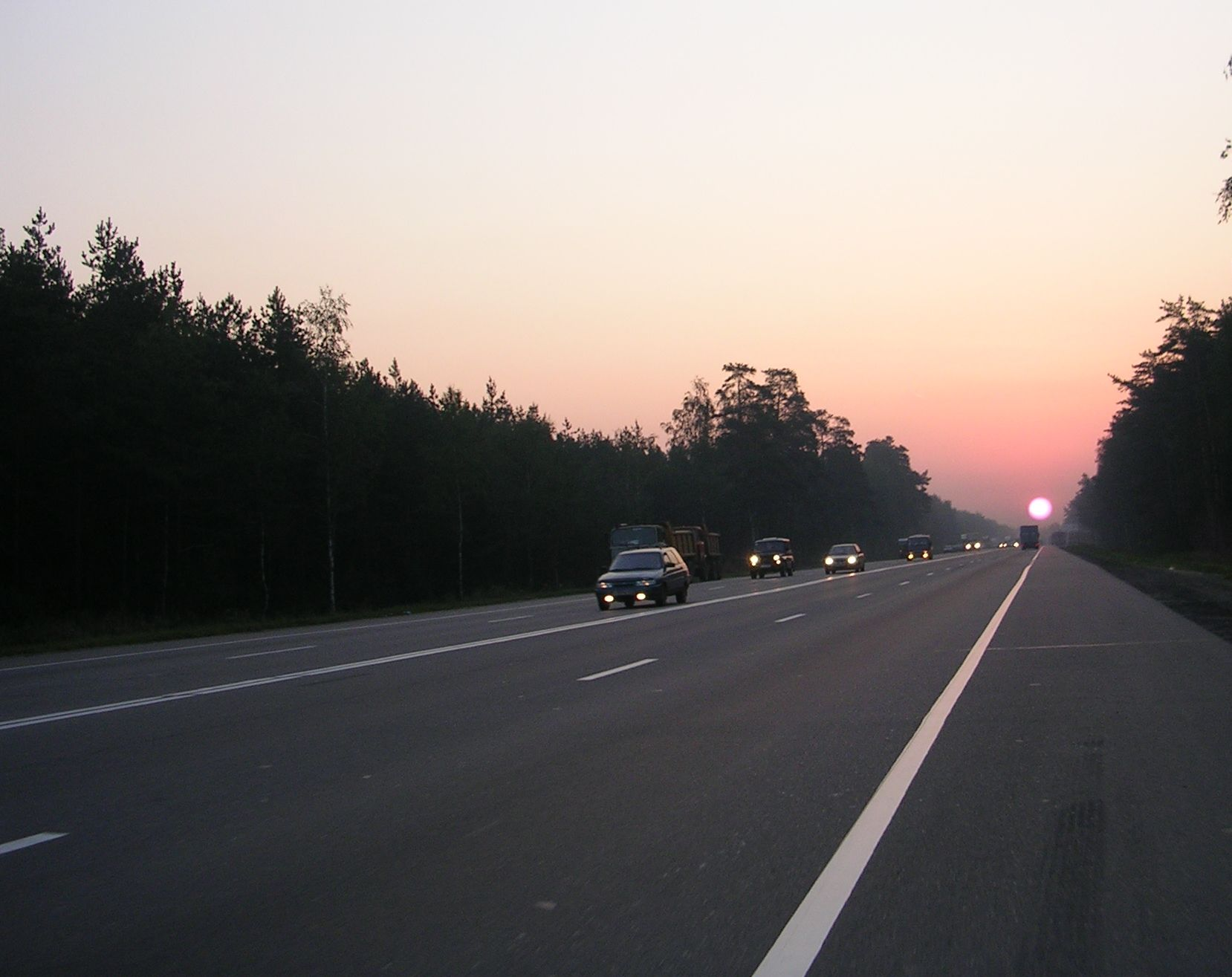
Aperçu de la M7, à l'aurore, à la hauteur de Orekhovo-Zouïevo.

Ensuite elle poursuit son parcours vers l'oblast de Nijni Novgorod et sa célèbre cité historique Nijni Novgorod.
Cet axe routier désenclave la petite région de la Tchouvachie et sa ville principale Tcheboksary.
Le tracé routier continue vers la république de Tatarstan. 
La M7 franchit la Volga à Zelenodolsk, et entre dans la capitale de Tatarstan, Kazan.
Depuis 1990, la Magistrale M7 fut prolongée vers Oufa, capitale de la Bachkirie.
Elle franchit la rivière Viatka et dessert Ielabouga.
Elle atteint la république de Bachkirie dans laquelle elle franchit la rivière Kama.
La M7 termine son parcours à Oufa.
La Magistrale M7 constitue la partie orientale de la Route européenne 22.

## Itinéraire

### Moscou et Oblast de Moscou
Moscou
- Échangeur entre ,  et Autoroute Entouziastov, Ivanovskoïe, km 16

Raïon de Balachikha, km 16
- Sortie (partielle) sur la Rue Marchala Polouboïarova vers Reoutov, km 16
- Sortie à Balachikha, km 17
- Sortie à Mettallurg (Balachikha), km 18
- La M7 à Balachikha Sortie à Balachikha, km 19

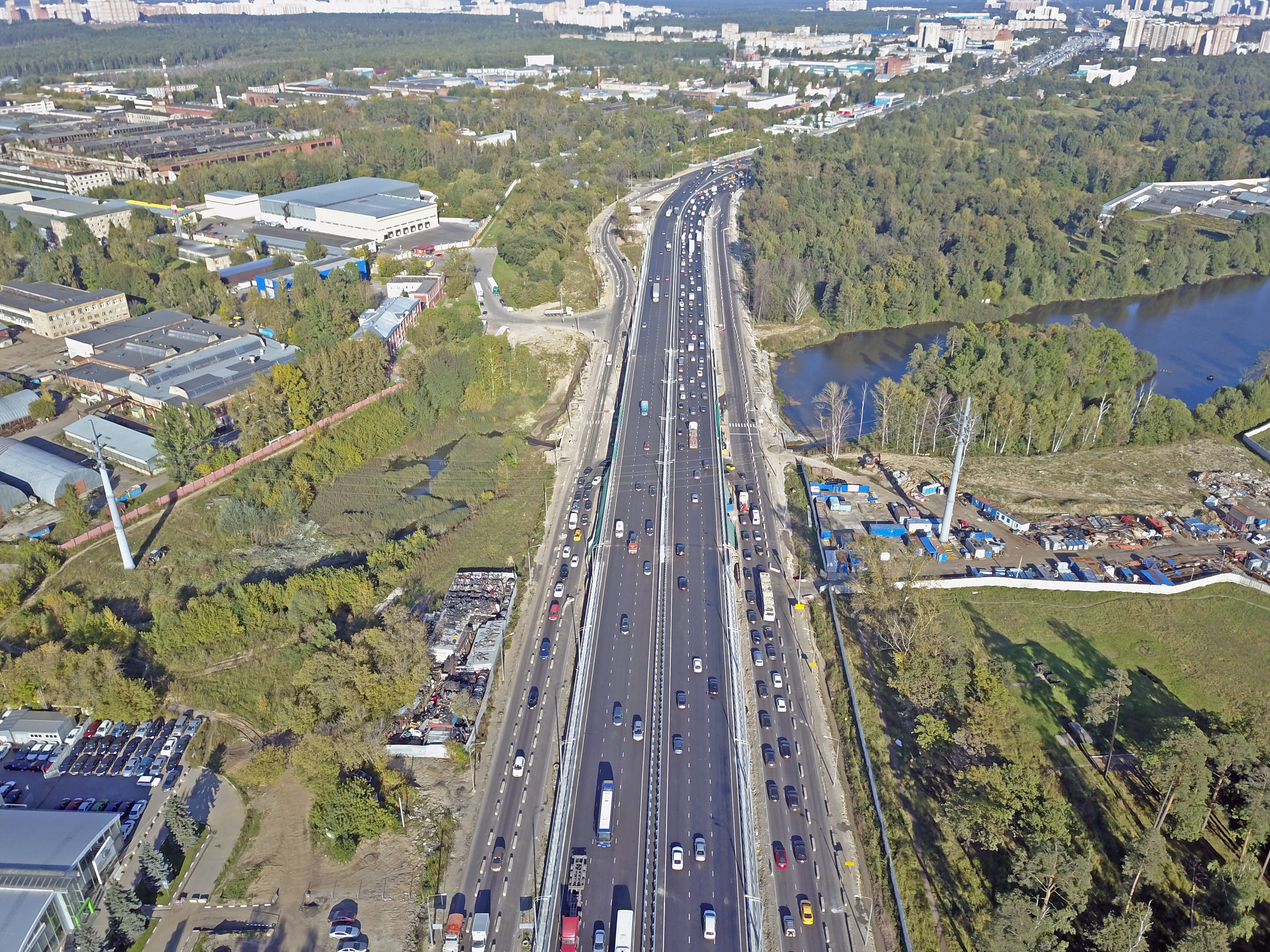
La M7 à Balachikha

- Sortie Rue Sovetskaïa, km 21
- Sortie Rue Leonovskoïe , km 23
- Sortie, km 24
- Sortie, km 25
- Sortie, km 26
- Inverseur de sens, km 27
- Sortie (sens est) sur la 46K-7470 vers Radio, km 28

Raïon de Noguinsk
- Inverseur de sens, km 30
- Sortie vers Shevelkino, km 30
- Sortie à Zelenyi, km 31
- Novaïa Koupavna, km 33
- Aire de service (deux sens), km 35
- Route Fabrichnoïe, Staraïa Koupavna, km 36
- Route Khimbazovskoïe, km 38
- Sortie (sens ouest) vers Monino, km 38
- Route vers Monino et Lossino-Petrovski, km 40En hiver avant Oboukhovo

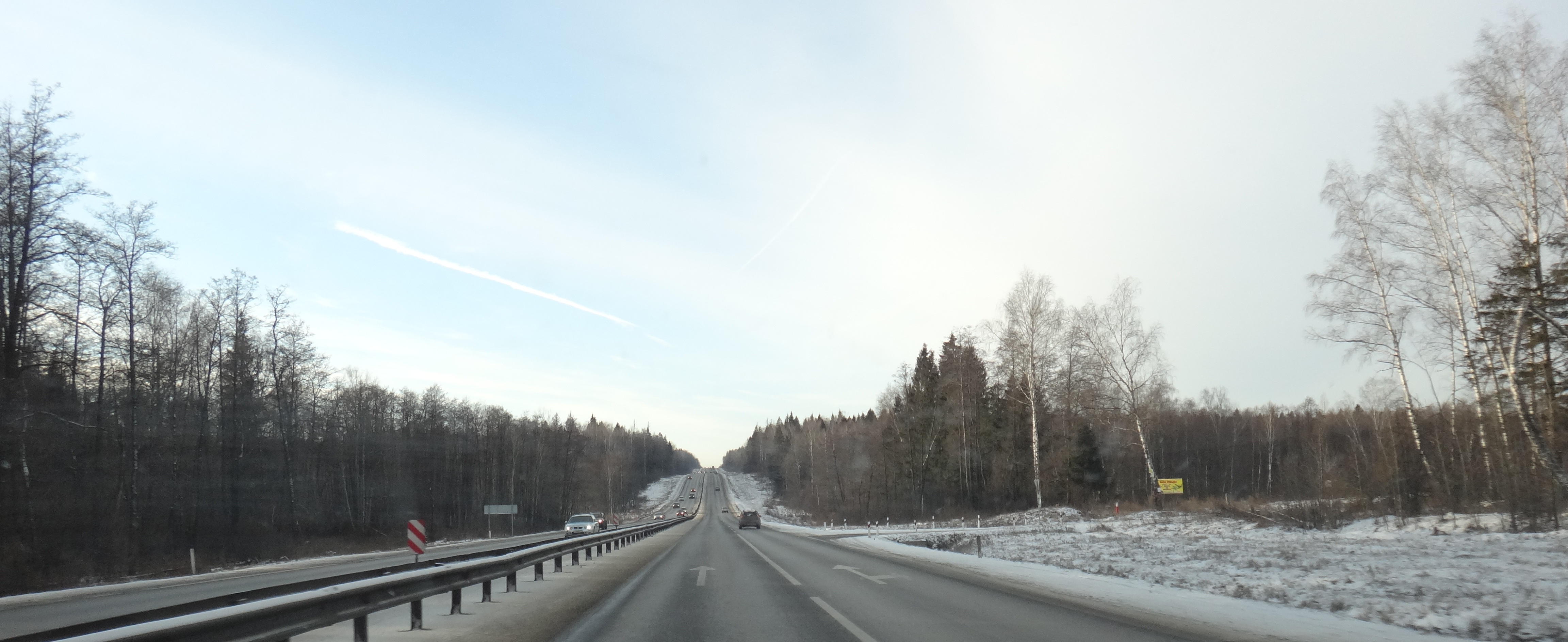
En hiver avant Oboukhovo

- Échangeur entre  et 46K-7170 vers Koudinovo à Oboukhovo, km 43
- Aire de service (deux sens), km 45
- Sortie, km 46
- 46K-7390 vers Ielnia, km 47
- Sortie (sens ouest), km 48
- Sorties à Noviye Psarki, km 49
- Route vers Noguinsk et Akseno-Boutyrki, arrivée à Noguinsk, km 50
- Échangeur entre  et  vers Noguinsk et Elektrostal, km 53
- Sortie vers Elektrostal, km 55
- Sortie Rue Poselkovaïa vers Noguinsk, km 56
- Sortie, km 57
- Sortie, sortie de Noguinsk, km 59
- Sortie vers Noguinsk, km 60
- Échangeur entre  et  (vers ), km 62
- Rivière Kliazma, km 62
- Sortie à Bogoslovo, km 63
- Rivière Cherna, km 63
- Feu à Bolchoïe Bounkovo, km 65
- Sorties à Bolchoïe Bounkovo, km 65
- Feu à Bolchoïe Bounkovo, km 68

Raïon de Palvlovski Possad